# جون أبوت (عالم)
جون أبوت (بالإنجليزية: John Stevens Cabot Abbott)‏ (و. 1805 – 1877 م) هو كاتب، ومؤرخ، وعالم عقيدة، وكاتب سير أمريكي، توفي في كونيتيكت، عن عمر يناهز 72 عاماً.

## التعليم
تعلم في كلية بودوين.